# Distretto di Amvrosiïvka
Il distretto di Amvrosiïvka (in ucraino Амвросіївський район?) era un distretto dell'Ucraina, situato nell'oblast' di Donec'k. Il suo capoluogo era Amvrosiïvka. È stato soppresso con la riforma amministrativa del 2020.